# Париж. Всё включено
«Париж. Всё включено» (фр. La Vie pour de vrai, дословно — «Жизнь по-настоящему») — франко-бельгийский комедийный фильм, снятый в 2023 году режиссёром Дани Буном по собственному сценарию. Мировая премьера картины состоялась 19 апреля 2023 года. В России фильм вышел в прокат 14 сентября 2023. В главных ролях снимались Дани Бун, Кад Мерад, Шарлотта Генсбур.

## Сюжет
Тридан (Дани Бун) родился и всю жизнь живёт и работает аниматором на мексиканском курорте в отеле родителей.
В свои 50 лет он решает отправиться в Париж на поиски любви детства — Виолетты, которая однажды с родителями приезжала отдыхать в их отель.
Перед отъездом мама сообщает Тридану, что в Париже у него есть квартира, оставленная ему отцом (погибшим, когда Тридану было 8 лет). Тридан всю жизнь провёл в этом отеле — никогда никуда не уезжал и привык жить на полном бесплатном обслуживании.
Приехав в свою квартиру в Париже, Тридан узнает, что у него есть единокровный брат Луи (Кад Мерад), который давно живет в этой квартире-студии. Луи, как и его отец, бросил жену с малолетним сыном, не поддерживает отношения, не платит алименты и скрывается от семьи. Посоветовавшись с юристом по поводу наследования квартиры, Луи понимает, что не является наследником и квартира должна принадлежать Тридану. Чтобы сохранить квартиру, Луи, желая отправить Тридана обратно в Мексику, пытается разыскать Виолетту. Но узнав, что Виолетта погибла, просит свою подругу Роксану (Шарлотта Генсбур) выдать себя за Виолетту.

## В ролях
| Актёр            | Роль                                                                                                  |
| ---------------- | --- |
| Дани Бун         | Тридан Лагаш 50-летний аниматор из мексиканского отеля, приехавший в Париж искать свою детскую любовь |
| Кад Мерад        | Луи Лагаш единокровный брат Тридана                                                                   |
| Шарлотта Генсбур | Роксана подруга Луи                                                                                   |
| Maxime Gasteuil  | Дидье Лагаш отец Тридана и Луи                                                                        |
| Caroline Anglade | Франсуаза Лагаш мама Тридана (в молодости)                                                            |
| Орор Клеман      | Франсуаза Лагаш мама Тридана (70 лет)                                                                 |
| Gaël Raës        | Тридан в детстве (8 лет)                                                                              |
| Tatiana Gousseff | Кристель владелица кафе                                                                               |